# Jean-François Paul de Gondi

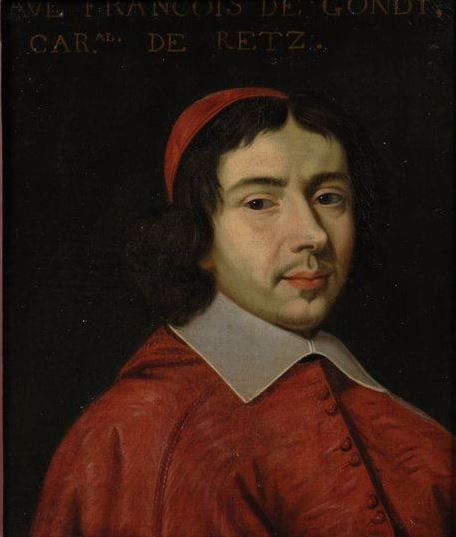
Cardenal de Retz

Jean-François Paul de Gondi, más conocido como el Cardenal de Retz, fue un político y memorialista francés nacido en Montmirail el 20 de septiembre de 1613 y muerto en París el 24 de agosto de 1679 

## Biografía
Sobrino de Jean-François de Gondi, primer arzobispo de París, nació en el seno de una familia perteneciente a la pequeña nobleza florentina que, siguiendo a María de Médicis, se instaló en Francia. Tuvo como preceptor a Vicente de Paúl y, aunque no tenía la menor vocación ni disposición para ello, fue destinado a la vida eclesiástica para poder conservar el arzobispado de París en su familia y sólo cesó de protestar cuando comprendió que eso no le impediría alcanzar un puesto de poder. Dotado de un espíritu curioso, realizó sólidos estudios, leyendo en particular a Cayo Salustio y Plutarco. Su inclinación por las conspiraciones le llevó a escribir, a los dieciocho años, una monografía titulada: La Conjuración del conde Fiesque (1639). En 1644, y cuando ya contaba treinta años, Luis XIII le nombró coadjutor de su tío. Fue consagrado el 13 de enero de 1644 y recibió el obispado in partibus de Corintia. Enseguida consiguió hacerse popular gracias a la elocuencia de sus sermones, su generosidad en lo concerniente a las limosnas, sus amistades con grandes nobles como los Rohan y sus relaciones con el partido devoto, siempre con la intención de llegar a suplantar al valido, el Cardenal Mazarino.
Ambicioso –convocó al gobierno de París, detenido por el duque de Montbazon- y deseoso de obtener el capelo cardenalicio, usó su natural inclinación por la intriga para unirse a la popular sublevación de la Fronda en sus inicios, aunque sólo para conseguir su objetivo, que era el capelo cardenalicio, y se convirtió poco a poco en el alma de la misma. Intentó imponerse como mediador entre la reina y los parlamentarios reunidos en la Cámara de San Luis, pero Ana de Austria lo despidió sin miramientos empujando al coadjutor aún más a las filas Frondistas. Tras el fracaso de la Paz de Saint-Germain, intentó organizar la revuelta popular nombrando un líder, el Gran Condé, pero éste rehusó dicho nombramiento. Gondi pensó entonces en su hermano menor, el príncipe de Conti, que no tenía más importancia que la de ser un príncipe de sangre real.
Cuando los regimientos de la armada alemana abandonaron a Turenne, quien se había decantado por la Fronda en marzo de 1649, Gondi creyó llegado su momento y negoció rápidamente con la reina un codicilo reservándose honores y cargos para sí y sus amigos. Por desgracia para Gondi, Mathieu Molé, presidente del Parlamento de París, divulgó el contenido de dicho codicilo haciendo fracasar la popularidad del coadjutor en el caudillaje de la revuelta, aunque siguió teniendo papel en la misma.
Tras la derrota de la Fronda parlamentaria Condé empezó a llenar el vacío de poder en la sublevación y la Regente no tuvo más remedio que apoyarse en Gondi y su próspera camarilla. Gracias a su amante Charlotte de Lorraine, hija de la duquesa de Chevreuse, el coadjutor se convirtió en el íntimo consejero de Gastón de Francia, tío del rey. La reina se reunió con él en el claustro de Saint-Honoré y ella y Mazarino comprendieron que sólo podrían deshacer la militancia frondista de Gondi si le ofrecían a cambio el ansiado capelo, lo que hicieron sin intención real de dárselo; entonces accedió a las peticiones de la Reina y dejó La Fronda, por lo que los príncipes fueron arrestados el 18 de enero de 1650.
El 25 de noviembre, después de haber llevado a los príncipes a El Havre, lejos de la influencia de Gondi, el Cardenal Mazarino le negó el capelo y Gondi se rebeló implicando a Gastón de Francia. Tras reclamar el cese de Mazarino, fue informado de que éste había huido a Saint-Germain, donde el rey se encontraba en cama y adónde había ido la reina para cuidarle. Gondi excitó a la muchedumbre congregada en el Palacio Real para asegurarse de que el rey estaba, efectivamente, en cama. Dos cabecillas lo vigilaban y el futuro Luis XIV no perdonó jamás a su coadjutor esta humillación. El 21 de septiembre de 1651 Gondi obtuvo por fin su capelo de manos del papa Inocencio X, gran adversario de Mazarino y, cuando este regresó a París en octubre de 1652, la primera medida que tomó fue la de hacer encarcelar (sin motivo ninguno) al nuevo cardenal de Retz (16 de diciembre), que fue enviado a Vincennes.
El 21 de marzo de 1654, murió su tío, el Arzobispo de París y Retz vio la ocasión de salir, porque debía asumir ese cargo, pero Retz continuaba en prisión pese a las intervenciones de sus amigos e incluso del Papa y, presionado, firmó una renuncia al Arzobispado tan ambigua y ofensiva que incluso fue denunciado. Llevado preso al Castillo de Nantes, pudo escapar con ayuda de una cuerda que había escondido bajo su capa. Furioso, Mazarino declaró vacante el arzobispado mientras Retz huía a España y luego se refugiaba en Roma dejando dos vicarios para administrar la diócesis en su nombre. En 1655, Alejandro VII sucedió a Inocencio X y Mazarino, que había aprobado la bula Unigenitus, acusó al Papa de ser un jansenista convencido. Pero Alejandro VII, elegido en parte gracias al apoyo de Retz, lo negó reiteradamente.
Durante sus años de exilio Gondi se refugió en Belle-Île-en-Mer, lugar heredado de su tío-abuelo Albert de Gondi, pero los apuros económicos le forzaron a vender su propiedad por unas catorce mil libras al intendente Nicolás Fouquet y éste terminó la ampliación de las fortificaciones del reducto, que Gondi había empezado. Retz aprovechó para viajar por Europa e informarse de la política local. Tomó entonces partido por los Estuardos y cuando el odiado Mazarino murió en 1661, Retz confió en recuperar sus cargos, pero había subestimado el rencor del nuevo rey Luis XIV. En 1662 Retz se resignó y renunció a su arzobispado a cambio de la Abadía de Saint-Denis, que proporcionaba rentas considerables. Pudo regresar a París en 1668 y continuó intrigando en política, pero solo en lo concerniente a París y Roma. Indujo a Alejandro VII a pronunciar la excomunión del Parlamento de París porque junto a la Sorbona había combatido la infalibilidad pontifical. Participó en los cónclaves de Clemente IX y Clemente X y consiguió algunos votos para este último en 1676.
Murió en 1679 retirado en su Abadía de Saint-Denis, tras haber escrito sus Memorias y habiendo renunciado incluso a su cardenalato; pero Luis XIV prohibió que se erigiera monumento alguno en su tumba.

## Obras
Fue conocido por sus Memorias, escritas a partir de 1671 y publicadas en 1717. Retz relató de forma un tanto espiritual y romántica su implicación en la Fronda y no están completas, porque sólo abarcan sus cuarenta y dos primeros años. Van dirigidas a una amiga y constan de tres partes. La primera narra su juventud en Retz hasta su nombramiento como coadjutor (1613-1643). Por haberse extraviado las primeras hojas del manuscrito, faltan los primeros quince años. La parte siguiente empieza de un modo significativo:
Tras seis días de reflexión, tomé el partido de hacer el mar deliberadamente, lo cual es, sin comparación, lo más criminal ante Dios, pero, sin duda, lo más prudente ante los hombres (ed. Feillet, t. I, p. 217)
Esta segunda parte narra la historia de las dos Frondas hasta la dramática evasión del Cardenal desde el Castillo de Nantes (1643-1654). Constituye la porción más importante, pues ocupa tres cuartas partes de la obra total.
La tercera parte constituye el relato de su destierro en Italia; las Memorias se interrumpen bruscamente en 1655.
Las virtudes de Gondi como escritor son notables; describe muy bien los tumultos de la Fronda e incluso es sagaz a la hora de explicar su origen:
El olvido del prudente término que nuestros padres habían encontrado entre la licencia de los reyes y el libertinaje de los pueblos
Es decir, el desconocimiento de la autoridad de los Parlamentos. Richelieu los había sojuzgado y Mazarino siguió esa política, pero no tenía la habilidad de Richelieu. El Cardenal de Retz hizo famosos retratos de ambos validos y perfila perfectamente a otros personajes como Condé, Turenne, madame de Longueville, La Rochefoucauld; pero algunos están sesgados, porque lo que le falta a Gondi no es penetración, sino probidad.

## Ediciones de lasMemorias
- Œuvres complètes, publicadas por Jacques Delon en París: Éditions Honoré Champion: 
  - Tomo I. Œuvres oratoires, politiques et religieuses, 2005.
  - Tomo II. Discours philosophiques. Controverses avec Desgabets sur le cartésianisme, 2005.
  - Tomo III. Correspondance. Affaire du cardinalat, 2005.
  - Tomo IV. Correspondance. Lettres épiscopales, 2005.
  - Tomo V. Correspondance. Affaires d’Angleterre et Affaires de Rome, 2007.
  - Tomo VI. Correspondance. Affaires privées. Textos fijados, con introducción, notas, bibliografía, reproducción de manuscritos, ilustraciones, índice de nombres, personas y lugares, 2009.